# Tom Owens
Thomas William "Tom" Owens (Bronx, Nueva York, 26 de junio de 1949) es un exjugador de baloncesto estadounidense que disputó cinco temporadas en la ABA, siete más en la NBA y otras dos en la liga italiana. Con 2,08 metros de estatura, jugaba en la posición de ala-pívot.

## Trayectoria deportiva

### Universidad
Jugó durante tres temporadas con los Gamecocks de la Universidad de Carolina del Sur, en las que promedió 15,8 puntos y 13,3 rebotes por partido. En sus tres temporadas lideró la Atlantic Coast Conference en rebotes, siendo elegido en todas ellas en el mejor quinteto de la conferencia. Es el único jugador de la historia de la universidad en conseguir más de 1000 puntos y 1000 rebotes en una carrera de 3 años.

### Profesional
Fue elegido en la quincuagésimo octava posición del Draft de la NBA de 1971 por Houston Rockets, y también por los Memphis Tams en el puesto 36 del Draft de la ABA, fichando por estos últimos. Jugó 38 partidos, promediando 6,6 puntos y 5,2 rebotes, hasta que mediada la temporada fue traspasado junto con Wendell Ladner y Bobby Warren a los Carolina Cougars a cambio de Randy Denton, George Lehmann y Warren Davis.
En los Cougars jugó tres temporadas, acumulando cada vez más minutos, alcanzando la titularidad en la 1973-74, en la que promedió 13,8 puntos y 8,9 rebotes por partido. el equipo se traspadó al año siguiente a St. Louis, convirtiéndose en los Spirits of St. Louis, pero pocas semanas después de comenzada la nueva temporada fue traspasado a Memphis Sounds a cambio de Freddie Lewis. Allí jugó su mejor temporada hasta ese momento, promediando 15,7 puntos y 11,4 rebotes por partido.
Al año siguiente el equipo se trasladó a Baltimore, pero Owens fue traspasado a Kentucky Colonels a cambio de Dan Issel. en la última temporada de existencia de la liga jugaría además con dos equipos que darían posteriormente el salto a la NBA, los Indiana Pacers y los San Antonio Spurs.
En 1976, el equipo que tenía sus derechos en la NBA, los Houston Rockets, se hizo con sus servicios, pero tuvo un papel secundario en su única temporada en el mismo, promediando 4,1 puntos y 3,1 rebotes por partido. Al año siguiente fue traspasado a Portland Trail Blazers a cambio de Robin Jones. En los Blazers por fin encontró continuidad, alcanzando la titularidad en su segunda temporada, la mejor de su carrera deportiva a sus 29 años, siendo el segundo mejor anotador y reboteador de su equipo tras Maurice Lucas, promediando 18,5 puntos y 9,0 rebotes por partido.
Jugaría en total cuatro temporadas en Portland, hasta que en 1981 fue traspasado a Indiana Pacers a cambio de una primera ronda del Draft de 1984, algo que marcaría de por vida al equipo de Oregón, ya que en esa primera ronda, en el puesto 2, eligieron a Sam Bowie,«1984 NBA Draft». thedraftreview.com (en inglés). Consultado el marzo de 2012.</ref> En los Pacers jugó una única temporada, en la que promedió 10,5 puntos y 5,0 rebotes por partido. Al año siguiente fue traspasado a Detroit Pistons, donde jugaría su última temporada en la liga.
Con 34 años, decidió prolongar su carrera deportiva en la liga italiana, jugando dos temporadas en el Fabriano Basket, en las que promedió 21,7 puntos y 10,4 rebotes por partido.

## Estadísticas de su carrera en la NBA y la ABA

### Temporada regular
| Temporada | Edad | Equipo                 | Liga  | P   | TIT | MIN  | TC  | TCA  | %TC  | 3P  | 3PA | %3P  | TL  | TLA | %TL  | R.OF. | R.DEF. | REB  | ASIS | ROB | TAP | PER | FP  | PTS  |
| 1971-72   | 22   | TOTAL                  | ABA   | 69  |     | 16.2 | 2.9 | 5.8  | .490 | 0.0 | 0.1 | .200 | 1.6 | 2.5 | .623 | 2.4   | 3.3    | 5.7  | 0.7  |     |     | 1.2 | 2.5 | 7.3  |
| 1971-72   | 22   | Memphis Pros           | ABA   | 38  |     | 16.2 | 2.6 | 5.5  | .469 | 0.0 | 0.1 | .000 | 1.4 | 2.3 | .614 | 2.3   | 3.0    | 5.2  | 0.8  |     |     | 1.3 | 2.3 | 6.6  |
| 1971-72   | 22   | Carolina Cougars       | ABA   | 31  |     | 16.2 | 3.2 | 6.2  | .513 | 0.0 | 0.1 | .333 | 1.8 | 2.8 | .632 | 2.5   | 3.7    | 6.2  | 0.7  |     |     | 1.0 | 2.6 | 8.2  |
| 1972-73   | 23   | Carolina Cougars       | ABA   | 83  |     | 26.6 | 4.7 | 8.8  | .541 | 0.0 | 0.0 | .000 | 2.3 | 3.4 | .680 | 2.8   | 5.0    | 7.8  | 1.1  |     |     | 2.1 | 3.8 | 11.8 |
| 1973-74   | 24   | Carolina Cougars       | ABA   | 81  |     | 28.2 | 5.5 | 10.4 | .527 | 0.0 | 0.1 | .333 | 2.8 | 3.6 | .769 | 3.7   | 5.1    | 8.9  | 1.6  | 0.7 | 0.5 | 2.1 | 3.8 | 13.8 |
| 1974-75   | 25   | TOTAL                  | ABA   | 82  |     | 32.3 | 6.2 | 11.8 | .527 | 0.0 | 0.0 | .000 | 2.6 | 3.5 | .751 | 3.6   | 7.4    | 11.0 | 2.5  | 0.4 | 1.0 | 1.9 | 3.2 | 15.1 |
| 1974-75   | 25   | Spirits of St. Louis   | ABA   | 5   |     | 17.8 | 2.8 | 5.2  | .538 | 0.0 | 0.0 |      | 1.0 | 1.8 | .556 | 2.2   | 3.0    | 5.2  | 1.4  | 0.4 | 0.6 | 1.2 | 1.8 | 6.6  |
| 1974-75   | 25   | Memphis Sounds         | ABA   | 77  |     | 33.2 | 6.5 | 12.2 | .527 | 0.0 | 0.0 | .000 | 2.8 | 3.6 | .757 | 3.7   | 7.7    | 11.4 | 2.6  | 0.4 | 1.0 | 1.9 | 3.3 | 15.7 |
| 1975-76   | 26   | TOTAL                  | ABA   | 74  |     | 15.0 | 2.4 | 5.0  | .482 | 0.0 | 0.0 |      | 1.2 | 1.7 | .713 | 1.6   | 2.7    | 4.3  | 0.9  | 0.1 | 0.6 | 1.0 | 2.7 | 6.1  |
| 1975-76   | 26   | Kentucky Colonels      | ABA   | 19  |     | 17.2 | 2.4 | 5.5  | .438 | 0.0 | 0.0 |      | 1.4 | 2.3 | .591 | 1.7   | 3.2    | 4.9  | 1.0  | 0.3 | 0.9 | 1.4 | 2.6 | 6.2  |
| 1975-76   | 26   | Indiana Pacers         | ABA   | 16  |     | 15.2 | 2.6 | 5.1  | .512 | 0.0 | 0.0 |      | 1.3 | 1.6 | .800 | 1.8   | 2.6    | 4.3  | 0.6  | 0.1 | 0.7 | 1.2 | 3.3 | 6.5  |
| 1975-76   | 26   | San Antonio Spurs      | ABA   | 39  |     | 13.8 | 2.3 | 4.7  | .495 | 0.0 | 0.0 |      | 1.2 | 1.5 | .767 | 1.4   | 2.6    | 4.0  | 1.1  | 0.1 | 0.3 | 0.7 | 2.5 | 5.8  |
| 1976-77   | 27   | Houston Rockets        | NBA   | 46  |     | 10.0 | 1.5 | 2.9  | .504 |     |     |      | 1.1 | 1.7 | .684 | 1.0   | 2.1    | 3.1  | 0.4  | 0.1 | 0.3 |     | 2.1 | 4.1  |
| 1977-78   | 28   | Portland Trail Blazers | NBA   | 82  |     | 20.9 | 3.8 | 7.8  | .490 |     |     |      | 2.5 | 3.4 | .741 | 2.4   | 4.2    | 6.6  | 2.0  | 0.4 | 0.5 | 1.9 | 3.2 | 10.1 |
| 1978-79   | 29   | Portland Trail Blazers | NBA   | 82  |     | 34.0 | 7.3 | 13.4 | .548 |     |     |      | 3.9 | 4.9 | .794 | 3.2   | 5.8    | 9.0  | 3.7  | 0.7 | 0.7 | 3.0 | 4.0 | 18.5 |
| 1979-80   | 30   | Portland Trail Blazers | NBA   | 76  |     | 30.8 | 6.8 | 13.3 | .514 | 0.0 | 0.0 | .500 | 2.8 | 3.7 | .753 | 2.5   | 5.1    | 7.5  | 2.6  | 0.6 | 0.7 | 2.3 | 3.6 | 16.4 |
| 1980-81   | 31   | Portland Trail Blazers | NBA   | 79  |     | 23.3 | 4.1 | 8.0  | .511 | 0.0 | 0.1 | .000 | 2.4 | 3.2 | .764 | 2.1   | 3.7    | 5.8  | 1.8  | 0.5 | 0.6 | 1.6 | 3.5 | 10.6 |
| 1981-82   | 32   | Indiana Pacers         | NBA   | 74  | 40  | 21.6 | 4.0 | 8.6  | .470 | 0.0 | 0.0 | .500 | 2.4 | 3.1 | .801 | 1.9   | 3.1    | 5.0  | 1.7  | 0.6 | 0.5 | 1.9 | 3.5 | 10.5 |
| 1982-83   | 33   | Detroit Pistons        | NBA   | 49  | 4   | 14.8 | 1.7 | 3.9  | .422 | 0.0 | 0.0 |      | 0.9 | 1.3 | .682 | 1.3   | 2.4    | 3.8  | 0.9  | 0.2 | 0.3 | 1.0 | 2.3 | 4.2  |
| Total     |      |                        | TOTAL | 877 | 44  | 23.8 | 4.5 | 8.7  | .513 | 0.0 | 0.0 | .217 | 2.3 | 3.1 | .743 | 2.5   | 4.3    | 6.8  | 1.7  | 0.5 | 0.6 | 1.9 | 3.3 | 11.3 |
|           |      |                        | NBA   | 488 | 44  | 23.5 | 4.5 | 8.9  | .508 | 0.0 | 0.0 | .250 | 2.5 | 3.2 | .764 | 2.2   | 4.0    | 6.2  | 2.0  | 0.5 | 0.5 | 2.0 | 3.3 | 11.5 |
|           |      |                        | ABA   | 389 |     | 24.1 | 4.4 | 8.5  | .521 | 0.0 | 0.0 | .200 | 2.2 | 3.0 | .715 | 2.8   | 4.8    | 7.6  | 1.4  | 0.4 | 0.7 | 1.7 | 3.2 | 11.0 |

### Playoffs
| Temp.   | Edad | Equipo                 | Liga  | P  | MIN  | TCA | TC  | 3PA | 3P | TLA | TL  | R.OF. | REB | ASIS | ROB | TAP | PER | FP  | PTS | %TC  | %3P  | %FT  | MIN  | PTS  | REB  | AST |
| 1972-73 | 23   | Carolina Cougars       | ABA   | 12 | 377  | 65  | 127 | 0   | 0  | 45  | 60  | 53    | 137 | 19   |     |     | 19  | 49  | 175 | .512 |      | .750 | 31.4 | 14.6 | 11.4 | 1.6 |
| 1973-74 | 24   | Carolina Cougars       | ABA   | 4  | 78   | 15  | 36  | 0   | 0  | 1   | 3   | 7     | 15  | 5    | 1   | 0   | 4   | 18  | 31  | .417 |      | .333 | 19.5 | 7.8  | 3.8  | 1.3 |
| 1974-75 | 25   | Memphis Sounds         | ABA   | 5  | 207  | 48  | 87  | 0   | 0  | 13  | 19  | 19    | 62  | 10   | 3   | 1   | 7   | 20  | 109 | .552 |      | .684 | 41.4 | 21.8 | 12.4 | 2.0 |
| 1975-76 | 26   | San Antonio Spurs      | ABA   | 7  | 89   | 8   | 24  | 0   | 1  | 7   | 14  | 11    | 24  | 2    | 2   | 2   | 3   | 15  | 23  | .333 | .000 | .500 | 12.7 | 3.3  | 3.4  | 0.3 |
| 1976-77 | 27   | Houston Rockets        | NBA   | 3  | 7    | 0   | 1   |     |    | 0   | 0   | 0     | 2   | 0    | 1   | 0   |     | 1   | 0   | .000 |      |      | 2.3  | 0.0  | 0.7  | 0.0 |
| 1977-78 | 28   | Portland Trail Blazers | NBA   | 6  | 200  | 38  | 69  |     |    | 15  | 21  | 13    | 39  | 26   | 5   | 7   | 7   | 30  | 91  | .551 |      | .714 | 33.3 | 15.2 | 6.5  | 4.3 |
| 1978-79 | 29   | Portland Trail Blazers | NBA   | 3  | 80   | 15  | 31  |     |    | 5   | 8   | 9     | 19  | 5    | 4   | 1   | 7   | 16  | 35  | .484 |      | .625 | 26.7 | 11.7 | 6.3  | 1.7 |
| 1979-80 | 30   | Portland Trail Blazers | NBA   | 3  | 83   | 14  | 26  | 0   | 0  | 5   | 8   | 13    | 21  | 2    | 1   | 2   | 5   | 14  | 33  | .538 |      | .625 | 27.7 | 11.0 | 7.0  | 0.7 |
| 1980-81 | 31   | Portland Trail Blazers | NBA   | 1  | 5    | 0   | 0   | 0   | 0  | 0   | 0   | 0     | 1   | 0    | 0   | 0   | 0   | 1   | 0   |      |      |      | 5.0  | 0.0  | 1.0  | 0.0 |
| Total   |      |                        | TOTAL | 44 | 1126 | 203 | 401 | 0   | 1  | 91  | 133 | 125   | 320 | 69   | 17  | 13  | 52  | 164 | 497 | .506 | .000 | .684 | 25.6 | 11.3 | 7.3  | 1.6 |
|         |      |                        | ABA   | 28 | 751  | 136 | 274 | 0   | 1  | 66  | 96  | 90    | 238 | 36   | 6   | 3   | 33  | 102 | 338 | .496 | .000 | .688 | 26.8 | 12.1 | 8.5  | 1.3 |
|         |      |                        | NBA   | 16 | 375  | 67  | 127 | 0   | 0  | 25  | 37  | 35    | 82  | 33   | 11  | 10  | 19  | 62  | 159 | .528 |      | .676 | 23.4 | 9.9  | 5.1  | 2.1 |